# Óscar Valdez
Óscar Valdez (* 22. Dezember 1990 in Nogales, Mexiko als Óscar Rafael Valdez Fierro) ist ein mexikanischer Profiboxer. Er ist ehemaliger WBO-Weltmeister im Federgewicht und ehemaliger WBC-Weltmeister im Superfedergewicht.
Bei den Amateuren war er der erste mexikanische Boxer, der an zwei Olympischen Spielen teilnahm und eine Medaille bei einer Weltmeisterschaft erkämpfen konnte.

## Amateurkarriere
Óscar Valdez wurde 2007 Mexikanischer Meister im Bantamgewicht und nahm daraufhin im März 2008 an der amerikanischen Olympiaqualifikation in Port of Spain teil, wo er erst im Finale gegen den Kubaner Yankiel León unterlag und sich somit für die Olympischen Spiele 2008 in Peking qualifizierte. Dort schied er jedoch in der Vorrunde gegen den späteren Olympiasieger Enchbatyn Badar-Uugan aus.
Im Oktober 2008 gewann er im Federgewicht noch die Jugend-Weltmeisterschaften in Guadalajara und besiegte dabei unter anderem Fazliddin Gʻoibnazarov und Maxim Dadaschew. Bei den Weltmeisterschaften 2009 in Mailand konnte er sich unter anderem gegen David Joyce und Azat Hovhannisyan ins Halbfinale vorkämpfen, wo er mit einer Bronzemedaille gegen Wassyl Lomatschenko ausschied.
Im Juni 2010 gewann er die Silbermedaille im Federgewicht bei den Panamerikameisterschaften in Quito, nachdem er erst im Finale mit 8:9 gegen Roberto Navarro unterlegen war. Im Monat darauf gewann er jedoch im Federgewicht die Zentralamerika- und Karibikspiele in Mayagüez, wobei er diesmal auch Roberto Navarro bezwingen konnte. Im Dezember 2010 bestritt er für das mexikanische Team Mexico City Guerreros einen Kampf in der World Series of Boxing und besiegte dabei Leonid Malkow vom US-Team Miami Gallos.
Bei den Weltmeisterschaften 2011 in Baku verlor er im Achtelfinale knapp mit 21:22 gegen den US-Amerikaner Joseph Diaz, sicherte sich jedoch die Silbermedaille im Bantamgewicht bei den Panamerikanischen Spielen 2011 in Guadalajara, nachdem er im Finale gegen Lázaro Álvarez unterlegen war.
Im Mai 2012 gewann er im Bantamgewicht die amerikanische Olympiaqualifikation in Rio de Janeiro und besiegte dabei Jose Diaz aus Venezuela, Oscar Negrete aus Kolumbien, Julio Cortez aus Ecuador, Robenílson de Jesus aus Brasilien und Alberto Melián aus Argentinien. Bei den anschließenden Olympischen Spielen 2012 in London konnte er mit Siegen gegen Shiva Thapa und Anwar Junussow das Viertelfinale erreichen, wo er beim Kampf um einen Medaillenplatz gegen den späteren Silbermedaillengewinner John Nevin ausschied.
Nach 204 Amateurkämpfen wechselte Valdez in das Profilager.

## Profikarriere
Im Oktober 2012 unterzeichnete Óscar Valdez einen Profivertrag beim US-Promoter Top Rank und gewann sein Debüt bereits einen Monat später.
Bis zu seiner ersten WM-Chance gewann er 19 Kämpfe in Folge, davon 17 vorzeitig und wurde dabei Nordamerikanischer Meister der Verbände NABF und NABO. Er besiegte dabei unter anderem Chris Avalos (Kampfbilanz: 26-3) und Jewgeni Gradowitsch (21-1).
Am 23. Juli 2016 besiegte er Matias Rueda (26-0) durch TKO in der zweiten Runde und gewann dadurch den vakanten WBO-Weltmeistertitel im Federgewicht. Bis Mitte 2019 verteidigte er den Titel jeweils gegen Hiroshige Ōsawa (30-3), Miguel Marriaga (25-1), Genesis Servania (29-0), Scott Quigg (34-1), Carmine Tommasone (19-0) und Jason Sanchez (14-0).
Im Anschluss stieg Valdez in das Superfedergewicht auf, gewann zwei Aufbaukämpfe und sicherte sich am 20. Februar 2021 den WBC-Weltmeistertitel durch einen K.-o.-Sieg in der zehnten Runde gegen Miguel Berchelt (37-1). Seine erste Titelverteidigung gewann er am 10. September 2021 einstimmig gegen Robson Conceição (16-0).
Am 30. April 2022 verlor er in der MGM Grand Garden Arena von Las Vegas einstimmig nach Punkten gegen den WBO-Weltmeister Shakur Stevenson (17-0) und erlitt damit die erste Niederlage seiner Profikarriere. Seine zweite Niederlage erlitt er am 12. August 2023 beim Kampf um den WBO-Titel im Superfedergewicht gegen Emanuel Navarrete (37-1).
Am 29. März 2024 gewann er gegen Liam Wilson (13-2) den WBO-Interimstitel im Superfedergewicht und bestritt am 7. Dezember 2024 einen Rückkampf gegen den WBO-Weltmeister Emanuel Navarrete (38-2), den er durch K.o. in Runde 6 verlor.